# Tuchów (gemeente)
De gemeente Tuchów is een stad- en landgemeente in het Poolse woiwodschap Klein-Polen, in powiat Tarnowski.
De zetel van de gemeente is in Tuchów.
Op 30 juni 2004 telde de gemeente 17 608 inwoners.

## Oppervlakte gegevens
In 2002 bedroeg de totale oppervlakte van gemeente Tuchów 100,14 km², waarvan:
- agrarisch gebied: 65%
- bossen: 23%

De gemeente beslaat 7,07% van de totale oppervlakte van de powiat.

## Demografie
Stand op 30 juni 2004:
| Omschrijving                   | Totaal | Totaal | Vrouwen | Vrouwen | Mannen | Mannen |
| ------------------------------ | ------ | ------ | ------- | ------- | ------ | ------ |
| eenheid                        | aantal | %      | aantal  | %       | aantal | %      |
| inwoners                       | 17 608 | 100    | 8887    | 50,5    | 8721   | 49,5   |
| bevolkingsdichtheid (inw./km²) | 175,8  | 175,8  | 88,7    | 88,7    | 87,1   | 87,1   |

In 2002 bedroeg het gemiddelde inkomen per inwoner 1226,06 zł.

## Administratieve plaatsen (sołectwo)
Buchcice, Burzyn, Dąbrówka Tuchowska, Jodłówka Tuchowska, Karwodrza, Lubaszowa, Łowczów, Meszna Opacka, Piotrkowice, Siedliska, Siedliska-Kozłówek, Trzemeszna, Zabłędza.

## Aangrenzende gemeenten
Gromnik, Pleśna, Ryglice, Rzepiennik Strzyżewski, Skrzyszów, Szerzyny, Tarnów